# We Come Strapped
Albums de MC Eiht
Death Threatz
(1996)
Singles
1. Niggaz Make the Hood Go Round
Sortie : 1994
2. All for the Money
Sortie : 1994

We Come Strapped est le premier album studio de MC Eiht, sorti le 19 juillet 1994.
L'album s'est classé 1er au Top R&B/Hip-Hop Albums et 5e au Billboard 200 et a été certifié disque d'or par la Recording Industry Association of America (RIAA) le 29 septembre 1994.

## Liste des titres
| No  | Titre                                                 | Contient un (des) sample(s) de                                          | Durée |
| --- | ----------------------------------------------------- | ----------------------------------------------------------------------- | ----- |
| 1.  | Niggaz That Kill (Endolude)                           |                                                                         | 2:32  |
| 2.  | Def Wish III (Intro)                                  |                                                                         | 0:57  |
| 3.  | Def Wish III (featuring Carla Evans)                  |                                                                         | 4:23  |
| 4.  | Take 2 With Me                                        |                                                                         | 4:44  |
| 5.  | All for the Money                                     | In the Mood de Tyrone Davis Gotta Get Mine de MC Breed featuring 2Pac   | 4:08  |
| 6.  | Compton Cyco                                          | Duck Sick II des Compton's Most Wanted Jungle Boogie de Kool & The Gang | 3:02  |
| 7.  | Niggaz Make the Hood Go Round                         | People Make the World Go Round des Stylistics                           | 4:09  |
| 8.  | Nuthin' But High (Endolude)                           |                                                                         | 3:26  |
| 9.  | We Come Strapped                                      | Big Sur Suite de Johnny Hammond Papa Was Too de Joe Tex                 | 4:08  |
| 10. | Can I Still Kill It                                   |                                                                         | 3:40  |
| 11. | Goin' Out Like Geez                                   |                                                                         | 4:39  |
| 12. | Nuthin' but the Gangsta (featuring Redman et Spice 1) | Don't Change Your Love des Five Stairsteps                              | 5:13  |
| 13. | Hard Times                                            |                                                                         | 4:08  |
| 14. | Compton Bomb                                          |                                                                         | 5:11  |
| 15. | 2 Tha Westside (Endolude)                             |                                                                         | 3:32  |